# Perizoma rufistrota
Perizoma rufistrota är en fjärilsart som beskrevs av Paul Dognin 1914. Perizoma rufistrota ingår i släktet Perizoma och familjen mätare. Inga underarter finns listade i Catalogue of Life.